# DE Близнецов
DE Близнецов (лат. DE Geminorum, HD 262556) — одиночная переменная звезда в созвездии Близнецов на расстоянии приблизительно 2 126 световых лет (около 652 парсек) от Солнца. Видимая звёздная величина звезды — от +12,7m до +10,2m.

## Характеристики
DE Близнецов — красный гигант, пульсирующая медленная неправильная переменная звезда (LB) спектрального класса M6III:, или M4. Эффективная температура — около 3294 К.